# Дятловщина (Смоленская область)
Дятловщина — деревня в Демидовском районе Смоленской области России. Входит в состав Борковского сельского поселения. Исторически было 2 деревни: Пустольжица (на р. Ильжица) и Дятловщина, которые стали одной деревней — Дятловщиной. Население — отсутствует (2009 год).
Расположена в северо-западной части области в 41 км к северо-востоку от Демидова, в 33 км северо-восточнее автодороги Р133 Смоленск — Невель. В 89 км южнее деревни расположена железнодорожная станция Смоленск на линии Москва — Минск.

## История
В годы Великой Отечественной войны деревня была оккупирована гитлеровскими войсками в июле 1941 года, освобождена в сентябре 1943 года.
На северо-западе от деревни, в лесном массиве, в годы оккупации была проложена дорога. Её строили наши пленные. Ширина дороги — около 2,5 метров.
Сохранились землянки партизанского лагеря годов ВОВ. В годы войны в Дятловщине был лазарет, куда раненые свозились сотнями.
На кладбище установлен обелиск. Количество захороненных солдат значительно превышает данные, указанные на обелиске. Только в одной могиле было насчитано 38 убитых, а таких могил было очень много — речь идет о сотнях захороненных.

## Хозяйственная деятельность
Между деревней Дятловщиной и деревней Ярилово около 200 лет назад располагался стеклозавод.
После Великой Отечественной войны проводились лесозаготовки: действовала узкоколейка (Слобода (ныне поселок Пржевальское) — деревня Березуги — деревня Дятловщина — деревня Юдино (рабочий поселок) — поселок Подосинки. Паровоз работал на деревянных чурках. Лес сплавлялся по реке Ельше в город Ригу (примерно с 1946 по 60-е гг.). Кроме того, было много ферм, между деревней Дятловщиной и деревней Юдино функционировал кирпичный завод. Зимой заготавливали глыбы льда: складывали их на землю, засыпали опилками — получалась большая гора. Летом лед использовался для охлаждения молока перед отправкой на молокозавод. Для целей животноводства был вырыт искусственный пруд, который местные жители звали «копанка».

## Интересные факты
В 2008 году в деревне Дятловщина была реализована Федеральная программа телефонизации деревни: на хозяйственной постройке последнего жителя, Соболева Егора Васильевича, ветерана ВОВ, был установлен телефон.